# Bubba Wallace
Statistiques en NASCAR Cup Series
Dernière mise à jour : 22 novembre 2023 
William Darrell « Bubba » Wallace Jr. dit Bubba Wallace, est un pilote automobile américain de NASCAR né le 8 octobre 1993 à Mobile en Alabama.

## Carrière
Wallace commence à piloter à l'âge de neuf ans, lors de courses de Bandolero (en) et de Legends Cars ainsi qu'en courses locales de Late Model. En 2005, il remporte 35 des 48 courses de Bandolero Series et en 2008, il devient le plus jeune pilote à gagner le Franklin County Speedway en Virginie.
En 2010, Wallace commence à piloter en NASCAR K&N Pro Series East (en), une compétition régionale de développement. Wallace y pilote pour l'écurie Rev Racing dans le cadre du programme NASCAR Drive for Diversity.
Il est ensuite engagé comme pilote de développement par l'écurie Joe Gibbs Racing au volant d'une Toyota qu'il conduisait à temps partiel en Xfinity Series et par la Kyle Busch Motorsports (en) à plein temps en Camping World Truck Series.
Il passe ensuite chez Ford et intègre son programme de développement où il court à plein temps pour la Roush Fenway Racing en Xfinity. Après avoir participé à certaines courses de la Cup Series pour la Richard Petty Motorsports dans la célèbre voiture no 43 en remplacement d'Aric Almirola blessé, Wallace y devient pilote à temps plein lorsque Almirola quitte l'écurie.
Wallace était le seul pilote afro-américain à participer à temps plein dans les trois séries majeures de la NASCAR chaque année où il y pilotait. Il est le seul pilote afro-américain à avoir remporté au moins une course dans chacune de ces séries, ce qui a fait de lui l'un des pilotes afro-américains les plus titrés de l'histoire de la NASCAR. 
En juin 2020, Wallace se fait connaître pour son activisme en faveur de la justice raciale en réponse au meurtre de George Floyd et aux manifestations ultérieures de Black Lives Matter. Cela conduit la NASCAR à renforcer ses actions et ses efforts dans ce domaine, dont l'interdiction d'exhibition du drapeau confédéré sur leurs circuits.
Wallace fait ses débuts en NASCAR Cup Series en 2017 et y participe à temps plein depuis la saison 2018. Depuis 2021, il pilote la voiture no 23 de marque Toyota Camry au sein de l'écurie 23XI Racing. Auparavant, il a piloté la voiture no 43 de la Richard Petty Motorsports de marque Ford en 2017 et de marque Chevrolet de 2018 à 2020.
Il participe également aux courses de la NASCAR Xfinity Series depuis la saison 2012 en programme partiel (à l'exception des saisons 2015 et 2016 où il roule en programme complet et terminant chronologiquement 7e et 11e). En 2022, il pilote la Toyota Supra no 18 au sein de l'écurie Joe Gibbs Racing.
En 2013 et 2014, il participe en programme complet aux courses de Truck Series, y terminant respectivement 8e et 3e, au volant de la voiture no 54 de la Kyle Busch Motorsports (en) (à l'exception de la course de Martinsville en octobre 2014 qu'il remporte au volant de la voiture no 34 de la même écurie).

## Palmarès

### NASCAR Cup Series
Au 22 novembre 2023, il a participé à 218 courses réparties sur sept saisons.
- Voiture en 2023 : no 23
- Écurie : 23XI Racing
- Résultat saison 2023 : 10e[4]
- Meilleur classement en fin de saison : 10e en 2023
- 1re course : Axalta presents the Pocono 400 2017 (Pocono)
- Dernière course : NASCAR Cup Series Championship Race 2023 (Phoenix)
- Première victoire : YellaWood 500 2021 (Talladega)
- Dernière victoire : Hollywood Casino 400 2022 (Kansas)
- Victoire(s) : 2
- Top5 : 16
- Top10 : 31
- Pole position : 2

| Légende  | Légende                                                                 |
| -------- | ----------------------------------------------------------------------- |
| Gras     | Pole position décerné par temps de qualification.                       |
| Italique | Pole position gagnés par les points au classement ou du temps d'essais. |
| *        | Plus grand nombre de tours menés.                                       |

| Année | Équipe                    | No. | Constructeur | 1      | 2      | 3      | 4      | 5      | 6      | 7      | 8      | 9      | 10     | 11     | 12     | 13     | 14     | 15     | 16     | 17     | 18     | 19     | 20     | 21     | 22     | 23     | 24     | 25     | 26     | 27     | 28     | 29     | 30     | 31     | 32     | 33     | 34     | 35     | 36     | Clas. | Pts  |
| 2017  | Richard Petty Motorsports | 43  | Ford         | DAY    | ATL    | LVS    | PHO    | CAL    | MAR    | TEX    | BRI    | RCH    | TAL    | KAN    | CLT    | DOV    | POC 26 | MCH 19 | SON    | DAY 15 | KEN 11 | NHA    | IND    | POC    | GLN    | MCH    | BRI    | DAR    | RCH    | CHI    | NHA    | DOV    | CLT    | TAL    | KAN    | MAR    | TEX    | PHO    | HOM    | 50e   | 01   |
| 2018  | Richard Petty Motorsports | 43  | Chevrolet    | DAY 2  | ATL 32 | LVS 21 | PHO 28 | CAL 20 | MAR 34 | TEX 8  | BRI 16 | RCH 25 | TAL 16 | DOV 25 | KAN 23 | CLT 16 | POC 38 | MCH 19 | SON 29 | CHI 23 | DAY 14 | KEN 27 | NHA 24 | POC 33 | GLN 25 | MCH 23 | BRI 38 | DAR 26 | IND 38 | LVS 38 | RCH 27 | CLT 36 | DOV 23 | TAL 19 | KAN 26 | MAR 34 | TEX 25 | PHO 10 | HOM 21 | 28e   | 471  |
| 2019  | Richard Petty Motorsports | 43  | Chevrolet    | DAY 38 | ATL 27 | LVS 26 | PHO 22 | CAL 30 | MAR 17 | TEX 23 | BRI 20 | RCH 27 | TAL 39 | DOV 27 | KAN 29 | CLT 25 | POC 21 | MCH 28 | SON 26 | CHI 25 | DAY 15 | KEN 23 | NHA 22 | POC 22 | GLN 28 | MCH 27 | BRI 14 | DAR 24 | IND 3  | LVS 23 | RCH 12 | CLT 24 | DOV 20 | TAL 24 | KAN 35 | MAR 13 | TEX 24 | PHO 25 | HOM 34 | 28e   | 437  |
| 2020  | Richard Petty Motorsports | 43  | Chevrolet    | DAY 15 | LVS 6  | CAL 27 | PHO 19 | DAR 21 | DAR 16 | CLT 38 | CLT 37 | BRI 10 | ATL 21 | MAR 11 | HOM 13 | TAL 14 | POC 22 | POC 20 | IND 9  | KEN 27 | TEX 14 | KAN 37 | NHA 23 | MCH 9  | MCH 21 | DAY 25 | DOV 27 | DOV 21 | DAY 5  | DAR 38 | RCH 26 | BRI 22 | LVS 28 | TAL 24 | CLT 21 | KAN 18 | TEX 38 | MAR 21 | PHO 15 | 22e   | 597  |
| 2021  | 23XI Racing               | 23  | Toyota       | DAY 17 | DAY 26 | HOM 22 | LVS 28 | PHO 16 | ATL 16 | BRI 27 | MAR 16 | RCH 26 | TAL 19 | KAN 26 | DAR 21 | DOV 11 | COA 39 | CLT 14 | SON 14 | NSH 20 | POC 14 | POC 5  | ROA 24 | ATL 14 | NHA 26 | GLN 23 | IND 13 | MCH 19 | DAY 2  | DAR 21 | RCH 32 | BRI 16 | LVS 16 | TAL 1  | CLT 14 | TEX 32 | KAN 14 | MAR 25 | PHO 39 | 21e   | 699  |
| 2022  | 23XI Racing               | 23  | Toyota       | DAY 2  | CAL 19 | LVS 25 | PHO 22 | ATL 13 | COA 38 | RCH 26 | MAR 16 | BRI 28 | TAL 17 | DOV 16 | DAR 27 | KAN 10 | CLT 28 | GTW 26 | SON 36 | NSH 12 | ROA 35 | ATL 14 | NHA 3  | POC 8  | IND 5  | MCH 2  | RCH 13 | GLN 35 | DAY 11 |        |        |        |        |        |        |        |        |        |        | 19e   | 637  |
| 2022  | 23XI Racing               | 45  | Toyota       |        |        |        |        |        |        |        |        |        |        |        |        |        |        |        |        |        |        |        |        |        |        |        |        |        |        | DAR 9  | KAN 1  | BRI 29 | TEX 25 | TAL 16 | ROV 7  | LVS 36 | HOM    | MAR 8  | PHO 22 | 19e   | 637  |
| 2023  | 23XI Racing               | 23  | Toyota       | DAY 20 | CAL 30 | LVS 4  | PHO 14 | ATL 27 | COA 37 | RCH 22 | BRD 12 | MAR 9  | TAL 28 | DOV 12 | KAN 4  | DAR 5  | CLT 4  | GTW 30 | SON 17 | NSH 15 | CSC 31 | ATL 25 | NHA 8  | POC 11 | RCH 12 | MCH 18 | IRC 18 | GLN 12 | DAY 12 | DAR 7  | KAN 32 | BRI 14 | TEX 3* | TAL 23 | ROV 16 | LVS 13 | HOM 6  | MAR 11 | PHO 10 | 10e   | 2279 |
| 2024  | 23XI Racing               | 23  | Toyota       | DAY    | ATL    | LVS    | PHO    | BRI    | COA    | RCH    | MAR    | TEX    | TAL    | DOV    | KAN    | DAR    | CLT    | GTW    | SON    | IOW    | NHA    | NSH    | CSC    | POC    | IND    | RCH    | MCH    | DAY    | DAR    | ATL    | GLN    | BRI    | KAN    | TAL    | ROV    | LVS    | HOM    | MAR    | PHO    | -*    | -*   |

| Résultats au Daytona 500 | Résultats au Daytona 500  | Résultats au Daytona 500 | Résultats au Daytona 500 | Résultats au Daytona 500 |
| ------------------------ | ------------------------- | ------------------------ | ------------------------ | ------------------------ |
| Année                    | L'équipe                  | Fabricant                | Position au              | Position au              |
| Année                    | L'équipe                  | Fabricant                | Départ                   | Arrivée                  |
| 2018                     | Richard Petty Motorsports | Chevrolet                | 7                        | 2                        |
| 2019                     | Richard Petty Motorsports | Chevrolet                | 13                       | 38                       |
| 2020                     | Richard Petty Motorsports | Chevrolet                | 11                       | 15                       |
| 2021                     | 23XI Racing               | Toyota                   | 6                        | 17                       |
| 2022                     | 23XI Racing               | Toyota                   | 16                       | 2                        |
| 2023                     | 23XI Racing               | Toyota                   | 15                       | 20                       |

### NASCAR Xfinity Series
Au 22 novembre 2023, il a participé à 88 courses sur sept saisons :
- Saison en cours : Voiture Toyota no 18 de la Joe Gibbs Racing en 2022
- Résultat dernière saison : 87e en 2021
- Meilleur classement en fin de saison : 7e en 2015
- Première course : Pioneer Hi-Bred 250 en 2012 (à Iowa)
- Dernière course : Pit Boss 250 en 2022 (à Austin)
- Première victoire : -
- Dernière victoire : -
- Victoire(s) : 0
- Top5 : 6
- Top10 : 36
- Pole position : 2

| Résultats en NASCAR Xfinity Series | Résultats en NASCAR Xfinity Series | Résultats en NASCAR Xfinity Series | Résultats en NASCAR Xfinity Series | Résultats en NASCAR Xfinity Series | Résultats en NASCAR Xfinity Series | Résultats en NASCAR Xfinity Series | Résultats en NASCAR Xfinity Series | Résultats en NASCAR Xfinity Series | Résultats en NASCAR Xfinity Series | Résultats en NASCAR Xfinity Series | Résultats en NASCAR Xfinity Series | Résultats en NASCAR Xfinity Series | Résultats en NASCAR Xfinity Series | Résultats en NASCAR Xfinity Series | Résultats en NASCAR Xfinity Series | Résultats en NASCAR Xfinity Series | Résultats en NASCAR Xfinity Series | Résultats en NASCAR Xfinity Series | Résultats en NASCAR Xfinity Series | Résultats en NASCAR Xfinity Series | Résultats en NASCAR Xfinity Series | Résultats en NASCAR Xfinity Series | Résultats en NASCAR Xfinity Series | Résultats en NASCAR Xfinity Series | Résultats en NASCAR Xfinity Series | Résultats en NASCAR Xfinity Series | Résultats en NASCAR Xfinity Series | Résultats en NASCAR Xfinity Series | Résultats en NASCAR Xfinity Series | Résultats en NASCAR Xfinity Series | Résultats en NASCAR Xfinity Series | Résultats en NASCAR Xfinity Series | Résultats en NASCAR Xfinity Series | Résultats en NASCAR Xfinity Series | Résultats en NASCAR Xfinity Series | Résultats en NASCAR Xfinity Series | Résultats en NASCAR Xfinity Series | Résultats en NASCAR Xfinity Series |
| ---------------------------------- | ---------------------------------- | ---------------------------------- | ---------------------------------- | ---------------------------------- | ---------------------------------- | ---------------------------------- | ---------------------------------- | ---------------------------------- | ---------------------------------- | ---------------------------------- | ---------------------------------- | ---------------------------------- | ---------------------------------- | ---------------------------------- | ---------------------------------- | ---------------------------------- | ---------------------------------- | ---------------------------------- | ---------------------------------- | ---------------------------------- | ---------------------------------- | ---------------------------------- | ---------------------------------- | ---------------------------------- | ---------------------------------- | ---------------------------------- | ---------------------------------- | ---------------------------------- | ---------------------------------- | ---------------------------------- | ---------------------------------- | ---------------------------------- | ---------------------------------- | ---------------------------------- | ---------------------------------- | ---------------------------------- | ---------------------------------- | ---------------------------------- |
| Année                              | Équipe                             | No.                                | Constructeur                       | 1                                  | 2                                  | 3                                  | 4                                  | 5                                  | 6                                  | 7                                  | 8                                  | 9                                  | 10                                 | 11                                 | 12                                 | 13                                 | 14                                 | 15                                 | 16                                 | 17                                 | 18                                 | 19                                 | 20                                 | 21                                 | 22                                 | 23                                 | 24                                 | 25                                 | 26                                 | 27                                 | 28                                 | 29                                 | 30                                 | 31                                 | 32                                 | 33                                 | Clas.                              | Pts                                |
| 2012                               | Joe Gibbs Racing                   | 20                                 | Toyota                             | DAY                                | PHO                                | LVS                                | BRI                                | CAL                                | TEX                                | RCH                                | TAL                                | DAR                                | IOW 9                              | CLT                                | DOV                                | MCH                                | ROA                                | KEN                                | DAY                                | NHA                                | CHI                                | IND                                | IOW 7                              | GLN                                | CGV                                | BRI                                | ATL                                | RCH 10                             | CHI                                | KEN                                | DOV 12                             | CLT                                | KAN                                | TEX                                | PHO                                | HOM                                | 36e                                | 139                                |
| 2014                               | Joe Gibbs Racing                   | 20                                 | Toyota                             | DAY                                | PHO                                | LVS                                | BRI                                | CAL                                | TEX                                | DAR                                | RCH                                | TAL 31                             | IOW                                | CLT                                | DOV                                | MCH                                | ROA                                | KEN                                | DAY 7                              | NHA                                | CHI                                | IND                                | IOW                                | GLN                                | MOH                                | BRI                                | ATL                                | RCH                                | CHI                                | KEN                                | DOV                                | KAN                                | CLT                                | TEX                                | PHO                                | HOM                                | 94e                                | 01                                 |
| 2015                               | Roush Fenway Racing                | 6                                  | Ford                               | DAY 12                             | ATL 11                             | LVS 7                              | PHO 15                             | CAL 12                             | TEX 6                              | BRI 12                             | RCH 12                             | TAL 20                             | IOW 6                              | CLT 5                              | DOV 17                             | MCH 15                             | CHI 10                             | DAY 34                             | KEN 7                              | NHA 8                              | IND 23                             | IOW 11                             | GLN 16                             | MOH 8                              | BRI 12                             | ROA 5                              | DAR 14                             | RCH 14                             | CHI 3                              | KEN 9                              | DOV 11                             | CLT 8                              | KAN 11                             | TEX 19                             | PHO 8                              | HOM 10                             | 7e                                 | 1071                               |
| 2016                               | Roush Fenway Racing                | 6                                  | Ford                               | \|DAY 6                            | ATL 18                             | LVS 33                             | PHO 12                             | CAL 3                              | TEX 15                             | BRI 25                             | RCH 16                             | TAL 13                             | DOV 2                              | CLT 27                             | POC 16                             | MCH 9                              | IOW 9                              | DAY 20                             | KEN 5                              | NHA 12                             | IND 14                             | IOW 27                             | GLN 29                             | MOH 15                             | BRI 7                              | ROA 9                              | DAR 17                             | RCH 12                             | CHI 20                             | KEN 8                              | DOV 11                             | CLT 20                             | KAN 33                             | TEX 11                             | PHO 32                             | HOM 11                             | 11e                                | 2163                               |
| 2017                               | Roush Fenway Racing                | 6                                  | Ford                               | DAY 33                             | ATL 6                              | LVS 6                              | PHO 6                              | CAL 6                              | TEX 6                              | BRI 33                             | RCH 6                              | TAL 13                             | CLT 28                             | DOV 8                              | POC 11                             | MCH                                | IOW                                | DAY                                | KEN                                | NHA                                | IND                                | IOW                                | GLN                                | MOH                                | BRI                                | ROA                                | DAR                                | RCH                                |                                    |                                    |                                    |                                    |                                    |                                    |                                    |                                    | 20e                                | 348                                |
| 2017                               | Biagi-DenBeste Racing (en)         | 98                                 | Ford                               |                                    |                                    |                                    |                                    |                                    |                                    |                                    |                                    |                                    |                                    |                                    |                                    |                                    |                                    |                                    |                                    |                                    |                                    |                                    |                                    |                                    |                                    |                                    |                                    |                                    | CHI 10                             | KEN                                | DOV                                | CLT                                | KAN                                | TEX                                | PHO                                | HOM                                | 20e                                | 348                                |
| 2021                               | Hattori Racing Enterprises (en)    | 61                                 | Toyota                             | DAY                                | DAY                                | HOM                                | LVS                                | PHO                                | ATL                                | MAR                                | TAL                                | DAR                                | DOV                                | COA                                | CLT                                | MOH                                | TEX                                | NSH                                | POC                                | ROA                                | ATL                                | NHA                                | GLN                                | IND                                | MCH 10                             | DAY                                | DAR                                | RCH                                | BRI                                | LVS                                | TAL                                | CLT                                | TEX                                | KAN                                | MAR                                | PHO                                | 87e                                | 01                                 |
| 2022                               | Joe Gibbs Racing                   | 18                                 | Toyota                             | DAY                                | CAL                                | LVS                                | PHO                                | ATL                                | COA 28                             | RCH                                | MAR                                | TAL                                | DOV                                | DAR                                | TEX                                | CLT                                | PIR                                | NSH                                | ROA                                | ATL                                | NHA                                | POC                                | IND 35                             | MCH                                | GLN                                | DAY                                | DAR                                | KAN                                | BRI                                | TEX                                | TAL                                | CLT                                | LVS                                | HOM                                | MAR                                | PHO                                | 105e                               | 01                                 |

### NASCAR Truck Series
Au 22 novembre 2023, il a participé à 51 courses sur six saisons :
- Dernière saison : Voiture Toyota no 11 de la Spencer Davis Motorsports en 2011
- Résultat dernière saison : 103e en 2021
- Meilleur classement en fin de saison : 3e en 2014
- Première course : NextEra Energy Resources 250 en 2013(à Daytona)
- Dernière course : TYSON 250 en 2023 (à North Wilkesboro)
- Première victoire : Kroger 200 en 2013 (à Martinsville)
- Dernière victoire : LTi Printing 200 en 2017 (à Michigan)
- Victoire(s) : 6
- Top5 : 16
- Top10 : 30
- Pole position : 3

| Année   | Équipe                      | No.                                                                          | Constructeur                                                                 | 1                                                                            | 2                                                                            | 3                                                                            | 4                                                                            | 5                                                                            | 6                                                                            | 7                                                                            | 8                                                                            | 9                                                                            | 10                                                                           | 11                                                                           | 12                                                                           | 13                                                                           | 14                                                                           | 15                                                                           | 16                                                                           | 17                                                                           | 18                                                                           | 19                                                                           | 20                                                                           | 21                                                                           | 22                                                                           | 23                                                                           | Clas.                                                                        | Pts                                                                          |
| 2013    | Kyle Busch Motorsports (en) | 54                                                                           | Toyota                                                                       | DAY 12                                                                       | MAR 5                                                                        | CAR 27                                                                       | KAN 7                                                                        | CLT 27                                                                       | DOV 10                                                                       | TEX 6                                                                        | KEN 28                                                                       | IOW 8                                                                        | ELD 7                                                                        | POC 7                                                                        | MCH 21                                                                       | BRI 28                                                                       | MSP 4                                                                        | IOW 5                                                                        | CHI 11                                                                       | LVS 5                                                                        | TAL 17                                                                       | MAR 1*                                                                       | TEX 7                                                                        | PHO 20                                                                       | HOM 15                                                                       |                                                                              | 8e                                                                           | 704                                                                          |
| 2014    | Kyle Busch Motorsports (en) | 54                                                                           | Toyota                                                                       | DAY 26                                                                       | MAR 2                                                                        | KAN 15                                                                       | CLT 26                                                                       | DOV 16                                                                       | TEX 10                                                                       | GTW 1*                                                                       | KEN 2                                                                        | IOW 13                                                                       | ELD 1*                                                                       | POC 8                                                                        | MCH 11*                                                                      | BRI 2                                                                        | MSP 12                                                                       | CHI 6                                                                        | NHA 2                                                                        | LVS 2*                                                                       | TAL 9                                                                        |                                                                              | TEX 26                                                                       | PHO 6                                                                        | HOM 1                                                                        |                                                                              | 3e                                                                           | 799                                                                          |
| 2014    | Kyle Busch Motorsports (en) | 34                                                                           | Toyota                                                                       |                                                                              |                                                                              |                                                                              |                                                                              |                                                                              |                                                                              |                                                                              |                                                                              |                                                                              |                                                                              |                                                                              |                                                                              |                                                                              |                                                                              |                                                                              |                                                                              |                                                                              |                                                                              | MAR1*                                                                        |                                                                              |                                                                              |                                                                              |                                                                              | 3e                                                                           | 799                                                                          |
| 2017    | MDM Motorsports             | 99                                                                           | Chevrolet                                                                    | DAY                                                                          | ATL                                                                          | MAR                                                                          | KAN                                                                          | CLT                                                                          | DOV                                                                          | TEX                                                                          | GTW                                                                          | IOW                                                                          | KEN                                                                          | ELD                                                                          | POC                                                                          | MCH 1                                                                        | BRI                                                                          | MSP                                                                          | CHI                                                                          | NHA                                                                          | LVS                                                                          | TAL                                                                          | MAR                                                                          | TEX                                                                          | PHO                                                                          | HOM                                                                          | 103e                                                                         | 01                                                                           |
| 2018    | Young's Motorsports         | 20                                                                           | Chevrolet                                                                    | DAY                                                                          | ATL                                                                          | LVS                                                                          | MAR                                                                          | DOV                                                                          | KAN 14                                                                       | CLT                                                                          | TEX                                                                          | IOW                                                                          | GTW                                                                          | CHI                                                                          | KEN                                                                          | ELD                                                                          | POC                                                                          | MCH                                                                          | BRI                                                                          | MSP                                                                          | LVS                                                                          | TAL                                                                          | MAR                                                                          | TEX                                                                          | PHO                                                                          | HOM                                                                          | 101e                                                                         | 01                                                                           |
| 2019    | AM Racing                   | 22                                                                           | Chevrolet                                                                    | DAY                                                                          | ATL                                                                          | LVS                                                                          | MAR 10                                                                       | TEX 20                                                                       | DOV                                                                          | KAN                                                                          | CLT                                                                          | TEX                                                                          | IOW                                                                          | GTW                                                                          | CHI                                                                          | KEN                                                                          | POC                                                                          | ELD                                                                          | MCH                                                                          | BRI                                                                          | MSP                                                                          | LVS                                                                          | TAL                                                                          | MAR                                                                          | PHO                                                                          | HOM                                                                          | 102e                                                                         | 01                                                                           |
| 2021    | Spencer Davis Motorsports   | 11                                                                           | Toyota                                                                       | DAY                                                                          | DAY                                                                          | LVS                                                                          | ATL                                                                          | BRI 11                                                                       | RCH                                                                          | KAN                                                                          | DAR                                                                          | COA                                                                          | CLT                                                                          | TEX                                                                          | NSH                                                                          | POC                                                                          | KNX                                                                          | GLN                                                                          | GTW                                                                          | DAR                                                                          | BRI                                                                          | LVS                                                                          | TAL                                                                          | MAR                                                                          | PHO                                                                          |                                                                              | 103e                                                                         | 01                                                                           |
| 2022    | Halmar Friesen Racing       | 52                                                                           | Toyota                                                                       | DAY                                                                          | LVS                                                                          | ATL                                                                          | COA                                                                          | MAR                                                                          | BRI                                                                          | DAR                                                                          | KAN QL†                                                                      | TEX                                                                          | CLT                                                                          | GTW                                                                          | SON                                                                          | KNO                                                                          | NSH                                                                          | MOH                                                                          | POC                                                                          | IRP                                                                          | RCH                                                                          | KAN                                                                          | BRI                                                                          | TAL                                                                          | HOM                                                                          | PHO                                                                          | -                                                                            | 01                                                                           |
| 2023    | TRICON Garage               | 1                                                                            | Toyota                                                                       | DAY                                                                          | LVS                                                                          | ATL                                                                          | COA                                                                          | TEX                                                                          | BRI                                                                          | MAR                                                                          | KAN                                                                          | DAR 7                                                                        | NWS 5                                                                        | CHA                                                                          | GTW                                                                          | NSH                                                                          | MOH                                                                          | POC                                                                          | RCH                                                                          | IRP                                                                          | MLW                                                                          | KAN                                                                          | BRI                                                                          | TAL                                                                          | HOM                                                                          | PHO                                                                          | 94e                                                                          | 01                                                                           |
| Légende | Légende                     | † = A effectué les essais et la qualification pour le pilote Stewart Friesen | † = A effectué les essais et la qualification pour le pilote Stewart Friesen | † = A effectué les essais et la qualification pour le pilote Stewart Friesen | † = A effectué les essais et la qualification pour le pilote Stewart Friesen | † = A effectué les essais et la qualification pour le pilote Stewart Friesen | † = A effectué les essais et la qualification pour le pilote Stewart Friesen | † = A effectué les essais et la qualification pour le pilote Stewart Friesen | † = A effectué les essais et la qualification pour le pilote Stewart Friesen | † = A effectué les essais et la qualification pour le pilote Stewart Friesen | † = A effectué les essais et la qualification pour le pilote Stewart Friesen | † = A effectué les essais et la qualification pour le pilote Stewart Friesen | † = A effectué les essais et la qualification pour le pilote Stewart Friesen | † = A effectué les essais et la qualification pour le pilote Stewart Friesen | † = A effectué les essais et la qualification pour le pilote Stewart Friesen | † = A effectué les essais et la qualification pour le pilote Stewart Friesen | † = A effectué les essais et la qualification pour le pilote Stewart Friesen | † = A effectué les essais et la qualification pour le pilote Stewart Friesen | † = A effectué les essais et la qualification pour le pilote Stewart Friesen | † = A effectué les essais et la qualification pour le pilote Stewart Friesen | † = A effectué les essais et la qualification pour le pilote Stewart Friesen | † = A effectué les essais et la qualification pour le pilote Stewart Friesen | † = A effectué les essais et la qualification pour le pilote Stewart Friesen | † = A effectué les essais et la qualification pour le pilote Stewart Friesen | † = A effectué les essais et la qualification pour le pilote Stewart Friesen | † = A effectué les essais et la qualification pour le pilote Stewart Friesen | † = A effectué les essais et la qualification pour le pilote Stewart Friesen | † = A effectué les essais et la qualification pour le pilote Stewart Friesen |

### ARCA Racing Series
Au 22 novembre 2023, il a participé à une course au sein de la Venturini Motorsports au volant de la voiture Toyota no 55 en 2013, terminant à la 35e place.
- Victoire(s) : 0
- Top5 : 0
- Top10 : 0
- Pole position : 0

| Résultats en ARCA Racing Series | Résultats en ARCA Racing Series | Résultats en ARCA Racing Series | Résultats en ARCA Racing Series | Résultats en ARCA Racing Series | Résultats en ARCA Racing Series | Résultats en ARCA Racing Series | Résultats en ARCA Racing Series | Résultats en ARCA Racing Series | Résultats en ARCA Racing Series | Résultats en ARCA Racing Series | Résultats en ARCA Racing Series | Résultats en ARCA Racing Series | Résultats en ARCA Racing Series | Résultats en ARCA Racing Series | Résultats en ARCA Racing Series | Résultats en ARCA Racing Series | Résultats en ARCA Racing Series | Résultats en ARCA Racing Series | Résultats en ARCA Racing Series | Résultats en ARCA Racing Series | Résultats en ARCA Racing Series | Résultats en ARCA Racing Series | Résultats en ARCA Racing Series | Résultats en ARCA Racing Series | Résultats en ARCA Racing Series | Résultats en ARCA Racing Series |
| ------------------------------- | ------------------------------- | ------------------------------- | ------------------------------- | ------------------------------- | ------------------------------- | ------------------------------- | ------------------------------- | ------------------------------- | ------------------------------- | ------------------------------- | ------------------------------- | ------------------------------- | ------------------------------- | ------------------------------- | ------------------------------- | ------------------------------- | ------------------------------- | ------------------------------- | ------------------------------- | ------------------------------- | ------------------------------- | ------------------------------- | ------------------------------- | ------------------------------- | ------------------------------- | ------------------------------- |
| Année                           | Équipe                          | No.                             | Constructeur                    | 1                               | 2                               | 3                               | 4                               | 5                               | 6                               | 7                               | 8                               | 9                               | 10                              | 11                              | 12                              | 13                              | 14                              | 15                              | 16                              | 17                              | 18                              | 19                              | 20                              | 21                              | Clas.                           | Pts                             |
| 2013                            | Venturini Motorsports (en)      | 55                              | Toyota                          | DAY 35                          | MOB                             | SLM                             | TAL                             | TOL                             | ELK                             | POC                             | MCH                             | ROA                             | WIN                             | CHI                             | NJE                             | POC                             | BLN                             | ISF                             | MAD                             | DSF                             | IOW                             | SLM                             | KEN                             | KAN                             | 137e                            | 55                              |

### K&N Pro Series East
Au 31 mai 2023, il a participé à 37 courses réparties sur quatre saisons :
- 2010 au sein de l'écurie Rev Racing, terminant classé 3e du championnat :
  - Voiture Chevrolet no 6 - 9 courses dont 2 victoires, 4 Top 5 et 6 Top 10
  - Voiture Chevrolet no 76 - 1 course (classé 3e)
- 2011 au sein de l'écurie Rev Racing, terminant classé 2e du championnat :
  - Voiture Toyota no 6 - 12 courses dont 3 victoires, 5 Top 5, 11 Top 10 et 3 pole positions
- 2012 au sein de l'écurie Joe Gibbs Racing, terminant classé 7e du championnat : 
  - Voiture Toyota no 18 - 14 courses dont 1 victoire, 6 Top 5, 7 Top 10 et 1 pole position
- 2018 au sein de l'écurie Jefferson Pitts Racing, terminant classé 42e du championnat :
  - Voiture Chevrolet no 27 - 1 course (classé 6e)

| Année | Équipe                      | No. | Constructeur | 1      | 2      | 3      | 4      | 5     | 6     | 7      | 8      | 9      | 10     | 11    | 12     | 13     | 14    | Clas. | Pts  |
| 2010  | Rev Racing (en)             | 6   | Chevrolet    | GRE 1  | SBO 20 |        | MAR 3  | NHA 3 | LRP 6 | LEE 1  | JFC 15 | NHA 9  | DOV 25 |       |        |        |       | 3e    | 1467 |
| 2010  | Rev Racing (en)             | 76  | Chevrolet    |        |        | IOW 3  |        |       |       |        |        |        |        |       |        |        |       | 3e    | 1467 |
| 2011  | Rev Racing (en)             | 6   | Toyota       | RE 6   | SBO 6* | RCH 1  | IOW 6  | BGS 6 | JFC 4 | LGY 9  | NHA 30 | COL 1* | GRE 6  | NHA 3 | DOV 1  |        |       | 2e    | 1871 |
| 2012  | Joe Gibbs Racing            | 18  | Toyota       | BRI 18 | GRE 1* | RCH 28 | IOW 26 | BGS 2 | JFC 7 | LGY 16 | CNB 22 | COL 3  | IOW 11 | NHA 3 | DOV 2* | GRE 13 | CAR 2 | 7e    | 470  |
| 2018  | Jefferson Pitts Racing (en) | 27  | Chevrolet    | NSM    | BRI    | LGY    | SBO    | SBO   | MEM   | NJM    | TMP    | NHA    | IOW    | GLN 6 | GTW    | NHA    | DOV   | 42e   | 38   |

## Récompenses
- 2008 : Débutant de la saison en UARA-Stars
- 2010 : Débutant de la saison en K&N Pro Series East

## Affaire du nœud coulant
Le 21 juin 2020, un membre de l'écurie de Wallace signale à la NASCAR qu'un nœud coulant avait été placé dans le garage de Wallace au Talladega Superspeedway. Cette information est transmise par le président de la NASCAR, Steve Phelps à Wallace au cours la soirée. L'organisation estime l'acte « odieux » et déclare qu'elle va prendre contact les forces de l'ordre. Wallace déclare être « incroyablement attristé par le rappel douloureux du racisme, la société devant aller plus loin et plus persistante dans la lutte contre le racisme ». Il félicite également ses collègues pilotes qui « demandent un véritable changement et défendent une communauté qui accepte et accueille tout le monde ». Le lendemain, avant la course du GEICO 500, les pilotes et les équipes se regroupent et poussent par solidarité la voiture de Wallace tout au long de la voie des stands. Ce geste accepté par l'ensemble des acteurs, avait été proposé par les pilotes Jimmie Johnson et Kevin Harvick.
Un jour après la course, l'enquête du FBI conclut que Wallace n'a pas été victime d'un acte de haine : le nœud coulant en question était en fait une corde utilisée pour fermer la porte du stand qui, bien qu'en forme de nœud coulant de pendu, se trouvait dans le garage depuis la course d'automne de Talladega en 2019. Après les conclusions du FBI, les critiques vont alors s’abattre via les réseaux sociaux sur Wallace , l'accusant d'un « canular » et mettant en cause son honnêteté,. Wallace déclare par la suite que même s'il n'avait pas été spécifiquement ciblé par cet acte, il se sentait frustré par les réactions qui s'en étaient suivies,. Il a néanmoins juré ne pas laisser l'incident ou les allégations de « canular » le « casser ». Il a ajouté que même si ce nœud avait été placé en 2019 et/ou si cet acte n'était pas dirigé contre lui, il était indéniable que quelqu'un avait bien placé un nœud coulant dans le garage.
Le 25 juin 2020, la NASCAR publie une photo du nœud coulant. Lors d'une téléconférence plus tard dans la journée, Phelps a expliqué que la NASCAR avait inspecté tous les autres garages et que onze de ces garages étaient équipés d'une corde permettant de fermer la porte du garage. Néanmoins seul le garage de Wallace était équipé d'un nœud coulant. Bien que la personne responsable n'ait pas pu être identifiée, Phelps annonce que la NASCAR exigerait une formation sur la sensibilité et les préjugés de son personnel, précisant que « Bubba Wallace et les 43 équipes n'avaient rien à voir avec ça ».
Le 6 juillet, soit deux semaines après le GEICO 500, le président Donald Trump émet un tweet déclarant que Wallace devrait s'excuser pour l'enquête parce qu'il aurait propagé ce canular et que l'interdiction d'exhibition du drapeau confédéré par la NASCAR « avait provoqué les plus basses audiences jamais enregistrées ! » L'affirmation de Trump sur les audiences a été réfutée par le vice-président exécutif de la Fox Sports, Michael Mulvihill, lequel a déclaré que les audiences avaient augmenté de 8 % depuis la reprise de la saison 2020 en mai. De son côté, Wallace a reçu le soutien de plusieurs personnalités telles que les pilotes Jimmie Johnson et Tyler Reddick ainsi que le basketteur LeBron James.

## Activisme

### Philanthropie
Wallace a fondé et dirige la Live to be Different Foundation.
Il a également été lauréat du Pocono Spirit Award de la National Motorsports Press Association pour le deuxième trimestre de 2020 et le récipiendaire du prix Comcast Community Champion of the Year en 2020.

### Black Lives Matter
En mai 2020, après le meurtre de George Floyd par des policiers à Minneapolis, Wallace a commencé à dénoncer les abus effectués par la police sur des Afro-Américains, devenant la figure de proue des courses de stock car dans le mouvement Black Lives Matter. Le 8 juin 2020, il appelle la NASCAR à interdire la présence du drapeau confédéré lors des courses de NASCAR. En 2015, à la suite de publications de photographies montrant un homme blanc ayant tué neuf fidèles noirs à Charleston en Caroline du Sud posant avec ce drapeau, l'organisation avait commencé à demander aux fans de ne plus arborer le drapeau lors de ses courses. Cependant, de nombreux fans du Sud avaient continué à se présenter et montrer le drapeau confédéré lors des courses. Le 10 juin 2020, la NASCAR interdit officiellement le drapeau confédéré lors de ses événements.
Lors de la course Blue-Emu Maximum Pain Relief 500 de 2020 sur le Martinsville Speedway, la voiture de Wallace avait un schéma de peinture spécial pour honorer le mouvement Black Lives Matter. La voiture comportait une illustration de mains en noir et blanc imbriquées sur le capot de la voiture, le hashtag « #BlackLivesMatter » sur le côté ainsi que la phrase « Compassion, Love, Understanding » sur le capot et le pare-chocs arrière. Richard Petty, propriétaire de Richard Petty Motorsports, a contribué à la décoration en ajoutant un symbole de paix sur le panneau arrière de la voiture lequel comportait des mains de toutes les couleurs entourant le symbole de paix,. Cette décoration a été faite après que l'écurie Richard Petty Motorsports n'avait pas réussi à obtenir le parrainage principal de la course. L'écurie a ensuite suggéré à Wallace de faire rouler une voiture entièrement noire pour honorer le mouvement. Wallace a terminé la course en 11e position après s'être classé parmi les dix premiers dans les deux premiers segments, son meilleur résultat en carrière à Martinsville en Cup Series.

## Vie privée
Wallace est né à Mobile en Alabama mais grandit à Concord en Caroline du Nord où il étudie à la Northwest Cabarrus High School (en).
Né d'une mère noire, Desiree Wallace, et d'un père blanc, Darrell Wallace Sr.,,.
Son père est propriétaire d'une entreprise de nettoyage industriel et sa mère est une assistante sociale qui a dirigé la section athlétisme de l'Université du Tennessee.
Wallace est très ami avec le pilote de Cup Series Ryan Blaney depuis qu'ils se sont rencontrés lors de leurs jeunesse lors des courses de Bandoleros.

## Statistiques
| Saisons | Séries                            | Écuries                    | Courses | V. | Top 5 | Top 10 | Podiums | Points | Position |
| ------- | --------------------------------- | -------------------------- | ------- | -- | ----- | ------ | ------- | ------ | -------- |
| 2010    | NASCAR K&N Pro Series East        | Rev Racing                 | 10      | 2  | 5     | 7      | 5       | 1 467  | 3e       |
| 2011    | NASCAR K&N Pro Series East        | Rev Racing                 | 12      | 3  | 5     | 11     | 4       | 1 871  | 2e       |
| 2012    | NASCAR Xfinity Series             | Joe Gibbs Racing           | 4       | 0  | 0     | 3      | 0       | 139    | 36e      |
| 2012    | NASCAR K&N Pro Series East        | Joe Gibbs Racing           | 14      | 1  | 6     | 7      | 6       | 470    | 7e       |
| 2013    | NASCAR Camping World Truck Series | Kyle Busch Motorsports     | 22      | 1  | 5     | 12     | 1       | 704    | 8e       |
| 2013    | ARCA Racing Series                | Venturini Motorsports      | 1       | 0  | 0     | 0      | 0       | 55     | 137e     |
| 2014    | NASCAR Xfinity Series             | Joe Gibbs Racing           | 2       | 0  | 0     | 1      | 0       | 0      | NC†      |
| 2014    | NASCAR Camping World Truck Series | Kyle Busch Motorsports     | 22      | 4  | 9     | 14     | 9       | 799    | 3e       |
| 2015    | NASCAR Xfinity Series             | Roush Fenway Racing        | 33      | 0  | 3     | 14     | 1       | 1 071  | 7e       |
| 2016    | NASCAR Xfinity Series             | Roush Fenway Racing        | 33      | 0  | 3     | 9      | 2       | 2 163  | 11e      |
| 2017    | NASCAR Cup Series                 | Richard Petty Motorsports  | 4       | 0  | 0     | 0      | 0       | 0      | NC†      |
| 2017    | NASCAR Xfinity Series             | Roush Fenway Racing        | 12      | 0  | 0     | 7      | 0       | 348    | 20e      |
| 2017    | NASCAR Xfinity Series             | Biagi-DenBeste Racing      | 1       | 0  | 0     | 1      | 0       | 348    | 20e      |
| 2017    | NASCAR Camping World Truck Series | MDM Motorsports            | 1       | 1  | 1     | 1      | 1       | 0      | NC†      |
| 2018    | NASCAR Cup Series                 | Richard Petty Motorsports  | 36      | 0  | 1     | 3      | 1       | 471    | 28e      |
| 2018    | NASCAR Camping World Truck Series | Young's Motorsports        | 1       | 0  | 0     | 0      | 0       | 0      | NC†      |
| 2018    | NASCAR K&N Pro Series East        | Jefferson Pitts Racing     | 1       | 0  | 0     | 1      | 0       | 38     | 42e      |
| 2019    | NASCAR Cup Series                 | Richard Petty Motorsports  | 36      | 0  | 1     | 1      | 1       | 437    | 28e      |
| 2019    | NASCAR Camping World Truck Series | AM Racing                  | 2       | 0  | 0     | 1      | 0       | 0      | NC†      |
| 2020    | NASCAR Cup Series                 | Richard Petty Motorsports  | 36      | 0  | 1     | 5      | 0       | 597    | 22e      |
| 2021    | NASCAR Cup Series                 | 23XI Racing                | 36      | 1  | 3     | 3      | 2       | 699    | 21e      |
| 2021    | NASCAR Xfinity Series             | Hattori Racing Enterprises | 1       | 0  | 0     | 1      | 0       | 0      | NC†      |
| 2021    | NASCAR Camping World Truck Series | Spencer Davis Motorsports  | 1       | 0  | 0     | 0      | 0       | 0      | NC†      |
| 2022    | NASCAR Cup Series                 | 23XI Racing                | 35      | 1  | 5     | 10     | 4       | 16     | 654      |
| 2023    | NASCAR Cup Series                 | 23XI Racing                | 36      | 0  | 5     | 10     | 1       | 2 279  | 10       |
| 2023    | NASCAR Craftsman Truck Series     | Tricon Garage              | 2       | 0  | 1     | 2      | 0       | 0      | NC†      |

Légende :

† Wallace ayant été un pilote invité, il était inéligible pour obtenir des points de championnat.